# 熊岡美彦
熊岡 美彦（くまおか よしひこ、1889年3月9日 - 1944年10月1日）は茨城県出身の洋画家。

## 経歴
石岡市生まれ。実家は製糸業を営む素封家。石岡第一尋常小学校在学中に地元の南画家・鬼沢小蘭に日本画を学ぶ。土浦中学校を経て、1909年東京美術学校西洋画科に入学し和田英作、藤島武二に師事する。同期の首席は萬鉄五郎。1913年同校卒。1926年、第1回帝国美術院賞を受賞する。同年フランスへ遊学。1929年帰国。1932年、斎藤与里らとともに東光会を結成。
1939年（昭和14年）4月、陸軍美術協会が発足するに当たり発起人の一人として名を連ねた。同年『珠江口掃海』『虎門要塞攻撃』を第5回海洋美術展に出品。第二次世界大戦後、これらは他の戦争画とともにアメリカ合衆国に持ち出され、1970年（昭和45年）に無期限貸与という形で日本に返還。東京国立近代美術館に収蔵されている。墓所は多磨霊園。

## 熊岡絵画道場
1931年（昭和6年）に熊岡洋画研究所を開設（翌年、熊岡絵画道場と改称）、後進への指導を行った。

### 主な道場出身者
- 菊地信博
- 熊岡正夫
- 平通武男[6]
- 福島一郎
- 二重作龍夫
- 森田茂
- 山本日子士良[7]